# آنتون بلک‌وود
آنتون بلک‌وود (انگلیسی: Anton Blackwood؛ زادهٔ ۱۸ اوت ۱۹۹۱) ورزشکار فوتبال اهل بریتانیا است.
از باشگاه‌هایی که در آن بازی کرده‌است می‌توان به باشگاه فوتبال آرسنال، باشگاه فوتبال تاتنهام هاتسپر، باشگاه فوتبال سنت آلبنز سیتی، باشگاه فوتبال اولی، باشگاه فوتبال بارتون راورز، باشگاه فوتبال تاروک، باشگاه فوتبال چزنت، باشگاه فوتبال هارینگی بورو، و تیم ملی فوتبال آنتیگوا و باربودا اشاره کرد.
وی همچنین در تیم ملی فوتبال آنتیگوا و باربودا بازی کرده‌است.